# Capelleta de la Mare de Déu de la Constància
La Capelleta de la Mare de Déu de la Constància és una obra de la Ràpita (Montsià) inclosa a l'Inventari del Patrimoni Arquitectònic de Catalunya.

## Descripció
No ha estat possible localitzar aquesta capelleta.
Per la fotografia es pot dir que l'arc de la porteta és de mig punt, amb trencaaigües i marc de fusta. La imatge està policromada i no té gaire valor artístic.

## Història
La imatge de la fotografia fou restituïda a la capelleta després de la guerra civil (1936-39) en substitució d'una anterior.